# Esteban Canal
Esteban Canal (Chiclayo, Perú, 19 d'abril de 1896 - Varese, Itàlia, 14 de febrer de 1981), fou un prestigiós jugador d'escacs peruà que va assolir els seus millors resultats en les dècades de 1920 i 1930. El 1950 va rebre el títol de Mestre Internacional. Posteriorment la FIDE li va concedir honoríficament el títol de Gran Mestre Internacional, el 1977.

## Biografia
Nascut al Perú, en Canal va anar a viure a Itàlia el 1923, als catorze anys, on es va quedar a residir; fou entre aquest país i Hongria on va desenvolupar la major part de la seva carrera escaquística.
Va passar els darrers anys de la seva vida a Cocquio Trevisago, donant classes d'escacs als Cercles de Gavirate i de Gallarate, on era molt amic de Pasquale Ricciardi, president del Club d'escacs de Gallarate.

## Resultats destacats en competició
El 1916 va guanyar al torneig local del Circolo Augusteo de Lipsia. Va començar a destacar en l'àmbit escaquístic quan fou segon al torneig internacional de Trieste 1923, a mig punt del guanyador Paul Johner, però per davant de jugadors de la categoria de Yates o Tarrasch.
El 1926 confirmà la seva progressió quan fou segon al torneig de Merano rere Edgard Colle, empatat amb Rudolf Spielmann i Przepiorka. El mateix any obtingué el 2n lloc a Budapest (rere Géza Maróczy). El 1927 guanyà a Budapest. El 1929 va participar en els torneigs d'elit de Budapest i Carlsbad, on tot i que no va quedar en bones posicions, hi va guanyar partides contra Spielmann, Sämisch, Johner, Becker i Mattisons. El 1929 fou 10è al fort Torneig de Carlsbad (el campió fou Aron Nimzowitsch). El 1932 fou segon a Budapest, rere Maroczy i el 1933 guanyà, també a Budapest el torneig pel Campionat d'Hongria per davant de fortíssims mestres com Andor Lilienthal, Lajos Steiner i Erich Eliskases. Després d'aquest gran resultat, el Campió del món Alekhin en va dir:

"Canal és sens dubte un dels més genials mestres de tots els temps, quan no és sol, és espelma, sempre fa llum.... els joves faran bé d'estudiar-lo amb atenció.". El mateix any fou 5è a Märisch-Ostrau. El 1936 guanyà (ex aequo amb Jakob Silbermann) el torneig de Reus.
Després de la II Guerra Mundial, el 1947 guanyà al Torneig d'escacs de Reggio Emilia, sense cap derrota, i per davant de Max Romih. El mateix any fou segon empatat amb n'Alberic O'Kelly a Venècia. El 1948 guanyà el torneig de Bari i fou segon (empatat amb Gideon Barcza) al torneig de Venècia, guanyat per Miguel Najdorf. El 1953 guanyà el torneig de Venècia.

### Participació en olimpíades d'escacs
En Canal va participar, representant el Perú, en una Olimpíada d'escacs (Dubrovnik 1950) en el primer tauler de l'equip peruà (amb un total de 4 punts de 15 partides, un 26,7%). En aquell moment, tenia ja el títol de MI.
| Any  | Olimpíada    | Ciutat    | Tauler | Guanyades | Taules | Perdudes | %     | Posició indiv. | Posició equip |
| ---- | ------------ | --------- | ------ | --------- | ------ | -------- | ----- | -------------- | ------------- |
| 1950 | IX Olimpíada | Dubrovnik | 1r     | 1         | 6      | 8        | 26,7% | 13             | 14            |

## Llegat
En Canal va tenir uns resultats especialment bons contra el campió mundial Max Euwe, amb qui va assolir tenir un marcador empatat. Aquesta és la seva victòria contra Euwe a Venècia 1948:
1. e4 e5 2. Cf3 Cc6 3. Cc3 Cf6 4. Ab5 Ab4 5. O-O O-O 6. d3 d6 7. Ce2 Ag4 8. c3 Ac5 9. Cg3 Ch5 10. Cf5 Ab6 11. d4 exd4 12. cxd4 d5 13. h3 Axf5 14. exf5 Cf6 15. Axc6 bxc6 16. Ae3 Ce4 17. Tc1 Te8 18. g4 Df6 19. Da4 De7 20. Tfe1 Tad8 21. Rxc6 Rd6 22. Txd6 Cxd6 23. Dc6 Tb8 24. Dxd5 Dd7 25. Af4 h6 26. Ce5 Da4 27. Cc6 Tf8 28. f6 Te8 29. Te7 1-0.
Canal va jugar la seva partida més famosa, sovint anomenada la Immortal Peruana (per analogia amb la immortal) en una exhibició de partides simultànies. En només 14 moviments, va sacrificar les seves dues torres i la dama per acabar amb el mat de Boden.

### Escriptor d'escacs
Canal va escriure un llibre sobre el Torneig di Capodanno de Reggio Emilia de 1951 i un altre titulat: Strategia di Avamposti (1948), republicat el 1992 amb el títol Strategia degli Avamposti de la Messaggerie Scacchistiche. Col·laborà també amb nombrosos articles a la revista italiana d'escacs L'Italia Scacchistica.

### Contribució a la teoria dels escacs
La seva contribució a la teoria d'obertures es confirma amb la variant que porta el seu nom a l'obertura italiana.